# Ернестина Хенриета фон Золмс-Барут
Ернестина Хенриета фон Золмс-Барут (на немски: Ernestina/Ernestine Henriette zu Solms-Baruth; * 23 май 1712 в дворец Барут; † 17 ноември 1769 в Лемго, Вайсенфелдер Хоф) е графиня от Золмс-Барут и чрез женитба графиня и господарка на Липе-Вайсенфелд.
Тя е най-малката дъщеря на граф Йохан Кристиан I фон Золмс-Барут (1670 – 1726) и съпругата му графиня Хелена Констанция фон Донерсмарк (1677 – 1753), дъщеря на Елиас Андреас фон Донерсмарк, господар на Бойтен-Одерберг (* 1632) и Барбара Хелен фон Малтцан (1641 – 1726).
Сестра ѝ Хелена Емилия (1700 – 1750) се омъжва на 17 март 1722 г. в Барут за граф Лудвиг Франц фон Сайн-Витгенщайн-Берлебург-Лудвигсбург (1694 – 1750). Брат ѝ граф Йохан Карл (1702 – 1735) се жени на 11 януари 1730 г. за Хенриета Луиза (1711 – 1752), сестра на бъдещия ѝ съпруг граф Фердинанд Йохан Лудвиг фон Липе-Вайсенфелд. Сестра ѝ Барбара Елеонора (1707 – 1744) се омъжва на 7 май 1732 г. за граф Фридрих Карл Август фон Липе-Бистерфелд (1706– 1781).
Ернестина Хенриета фон Золмс-Барут умира на 17 ноември 1769 г. на 57 години в Лемго (Вайсенфелдер Хоф).

## Фамилия
Ернестина Хенриета фон Золмс-Барут се омъжва на 30 октомври 1736 г. (2 ноември 1736) в дворец Барут за граф Фердинанд Йохан Лудвиг фон Липе-Вайсенфелд (* 22 август 1709; † 18 януари 1787), четвъртият син на граф Рудолф Фердинанд фон Липе-Бистерфелд (1671 – 1736) и графиня Юлиана Луиза фон Куновиц (1671 – 1741). Те имат осем деца:
- Фридрих Йохан Лудвиг (* 2 септември 1737, Вайсенфелд; † 14 май 1791, Заслебен при Калау), граф на Липе-Вайсенфелд, женен I. на 21 февруари 1772 г. в Милкел за графиня Мария Елеонора фон Герсдорф (1752 – 1772), II. на 28 август 1775 г. в Дьоберниц за баронеса Вилхелмина фон Хоентал (1748 – 1789)
- Луиза Констанца (* 16 април 1739, Вайсенфелд; † 27 февруари 1812, Клайнвелка)
- Карл Кристиан (* 15 август 1740, Вайсенфелд; † 5 април 1808, Кличдорф), граф на Липе-Вайсенфелд, господар на Арменру, женен I. на 24 юни 1774 г. в Мускау за графиня Хенриета Луиза фон Каленберг (1745 – 1799), II. на 29 юни 1800 г. в Кличдорф за графиня Изабела Луиза Констанца фон Золмс-Барут (1774 – 1856), дъщеря на граф Йохан Кристиан II фон Золмс-Барут (1733 – 1800) и Фридерика Луиза София Ройс-Кьостриц (1748 – 1798)
- Албрехт/Алберт Хайнрих Фердинанд (* 25 януари 1742, Вайсенфелд; † 3 август 1742, Вайсенфелд)
- Вилхелмина Елеонора Кристиана (* 6 ноември 1743, Вайсенфелд; † 4 март 1797, Вернигероде)
- Лудвиг Ернст Август (* 21 май 1747, Вайсенфелд; † 18 май 1777, Заслебен)
- Симон Рудолф (* 2 октомври 1748, Вайсенфелд; † 2 юли 1763)
- Хенриета Каролина Луиза (* 7 февруари 1753, Вайсенфелд; † 27 юли 1795, Клайнвелка), омъжена на 25 октомври 1774 г. в Реда за принц Алберт Фридрих фон Анхалт-Десау (1750 – 1811)